# Audio rectification
L'audio rectification è un fenomeno di interferenza che si manifesta quando un circuito elettronico che normalmente opera in audiofrequenza risponde anche a segnali esterni in radiofrequenza. Di solito il segnale di disturbo è intercettato da un trasmettitore radio vicino e si manifesta in maniera continua o ad intermittenza.
Tipico è il caso di una comunicazione telefonica in cui si avvertono suoni esterni. Causa di tale fenomeno è la vicinanza di una sorgente di segnali radio (come i segnali televisivi o radiofonici) e l'assenza di un sistema di schermatura o di filtraggio sul dispositivo soggetto all'interferenza.